# Quarante-huit Heures par jour
 (avril 2018).
Si vous disposez d'ouvrages ou d'articles de référence ou si vous connaissez des sites web de qualité traitant du thème abordé ici, merci de compléter l'article en donnant les références utiles à sa vérifiabilité et en les liant à la section « Notes et références ».
Pour plus de détails, voir Fiche technique et Distribution.
Quarante-huit Heures par jour est un court métrage israélo-américain réalisé par Victor Vicas, sorti en 1949.

## Fiche technique
- Titre : Quarante-huit Heures par jour
- Titre international : 48 Hours a Day
- Réalisateur et producteur : Victor Vicas
- Scénario : Norman Borisoff
- Photographie : Rolf Kneller
- Musique : Yves Baudrier
- Directeur de production : Joseph Krumgold et Norman Lourie
- Pays :  Israël et  États-Unis
- Durée : 23 minutes

## Fiche artistique
- Bavella Sassonkin
- Tolly Reviv